# Zgromadzenie Sióstr Mariawitek (Kościół Starokatolicki Mariawitów)

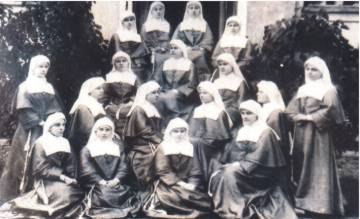
Siostry mariawitki z matką Marią Franciszką (zdj. z 1910)

Zgromadzenie Sióstr Mariawitek Nieustającej Adoracji Ubłagania, Mariawitki – żeńskie zgromadzenie zakonne Kościoła Starokatolickiego Mariawitów założone pod nazwą Zgromadzenia Sióstr Ubogich św. Klary przez Feliksę Marię Franciszkę Kozłowską w 1887.
Dom generalny zgromadzenia znajduje się w klasztorze przy Świątyni Miłosierdzia i Miłości w Płocku. Od 2009 nie ma sióstr tego zgromadzenia w Polsce. Od 2011 jedna zakonnica posługuje w parafii mariawickiej w Paryżu.

## Historia
Zgromadzenie powstało 8 września 1887 w Płocku. W latach 1887–1905 działało jako rzymskokatolicka kongregacja skrytek pod nazwą Zgromadzenie Sióstr Ubogich Świętej Matki Klary. Po ekskomunice Związku Mariawitów przez papieża Piusa X w latach 1906–1919 funkcjonowało jako żeńskie zgromadzenie zakonne Kościoła Katolickiego Mariawitów, a od 1919 – Starokatolickiego Kościoła Mariawitów.
Siostry mariawitki pracowały w wielu parafiach i filiałach Starokatolickiego Kościoła Mariawitów. Prowadziły ochronki, przedszkola i szkoły powszechne dla dzieci, kursy dla analfabetów, piekarnie, wytwórnie wód gazowanych, bieliźniarnie, hafciarnie i inne zakłady usługowe. Pomagały kapłanom mariawickim w ich pracy wykonując czynności katechetek, zakrystianek i organistek.
Od lat 20. XX w. siostry zakonne ze zgromadzenia wstępowały w związki małżeńskie z zakonnikami ze Zgromadzenia Kapłanów Mariawitów, a w latach 1929–1935 przyjmowały święcenia kapłańskie i sakry biskupie. Pełniły funkcje duszpasterskie w niektórych parafiach mariawickich. Ich dzieci zrodzone ze związków z kapłanami uważane były w teologii mariawickiej za niepokalanie poczęte.
W 1935 w zgromadzeniu doszło do rozłamu. 80 sióstr oraz ówczesna przełożona generalna przeszły do Kościoła Katolickiego Mariawitów i założyły drugie Zgromadzenie Sióstr Mariawitek z domem generalnym w Felicjanowie. Pozostałe przy Starokatolickim Kościele Mariawitów zakonnice podporządkowały się postanowieniom synodów mariawickich z lat 1935–1936 i wybrały spośród siebie nową przełożoną generalną. Kapłanki zostały zawieszone w funkcjach prezbiterów parafialnych. Zamężne siostry, które chciały pozostać w małżeństwie z duchownymi ze Zgromadzenia Kapłanów Mariawitów przechodziły do stanu świeckiego.
21 maja 1960 został uregulowany byt prawny Zgromadzenia Sióstr Mariawitek w Polsce. Zatwierdzono statut zgromadzenia i uzyskano rejestracje prawną w Urzędzie do Spraw Wyznań. Osobowość prawną Zgromadzenia Sióstr Mariawitek potwierdziła Ustawa o stosunku Państwa do Kościoła Starokatolickiego Mariawitów w Rzeczypospolitej Polskiej z dnia 20 lutego 1997.
W 2009 zmarła siostra służebna Bolesława Maria Apolinaria Abramowska. Była ona ostatnią polską zakonnicą zgromadzenia i ostatnią mieszkającą w domu generalnym w Płocku. W latach 2009–2011 nie było powołań.
W 2011 zgromadzenie odrodziło się we Francji. 11 czerwca 2011 w kościele mariawickim Najświętszej Maryi Panny w Paryżu została obłóczona w habit oraz złożyła śluby zakonne Jacqueline Poisson. Przyjęła ona imię Marie Colombe. Posługuje ona jako siostra czynna w parafii mariawickiej w Paryżu. Zajmuje się duszpasterstwem wśród osób potrzebujących duchowego i psychologicznego wsparcia, a także prowadzi sobotnią grupę modlitewną.

## Charakterystyka
Zgromadzenie oparte na regule św. Klary i postępujące zgodnie z ideami franciszkanizmu. Siostry mariawitki składają trzy śluby zakonne: ubóstwa, posłuszeństwa, wstrzemięźliwości oraz czwarty dodatkowy nieustającej adoracji Przenajświętszego Sakramentu.
Stosownie do chęci i zdolności, siostry mariawitki dzielą się na: bogomyślne – oddane modlitwie, codziennej adoracji Eucharystii, ćwiczeniom duchowym, życiu kontemplacyjnemu i pracy rękodzielniczej w domach zakonnych (haftowanie, szycie, tkactwo); czynne – oddane codziennej adoracji Eucharystii, modlitwom oraz pracy wśród ludzi (filantropia, działalność oświatowa); służebne – oddane codziennym modlitwom i adoracji Eucharystii, a także służące pomocom siostrom czynnym w ich zajęciach oraz pracą w gospodarstwie domowym.
Siostry mariawitki noszą szary habit z wyhaftowaną złotą monstrancją i biały welon.

## Przełożone zgromadzenia
- 1887–1921 Feliksa Maria Franciszka Kozłowska
- 1922–1935 Antonina Maria Izabela Wiłucka-Kowalska
- 1935–1963 Janina Maria Kamila Siankowska
- 1964–1998 Franciszka Maria Michaela Lipińska
- 1998–2009 Bolesława Maria Apolinaria Abramowska
- 2009–2011 vacat
- od 2011 Jacqueline Marie Colombe Poisson

## Literatura
- Stanisław Rybak, Mariawityzm. Studium historyczne. Warszawa: "Lege", 1992.
- Stanisław Rybak, Mariawityzm. Dzieje i współczesność. Warszawa: Agencja Wyd. CB, 2011.